# Antoine-Théodore de Hilaire
Antoine-Théodore de Hilaire, décédé à Liège le 8 décembre 1716, fut jurisconsulte, avocat et bourgmestre de Liège en 1697. Il fut également échevin de la Souveraine Justice de Liège et conseiller du prince-évêque de Liège Joseph-Clément de Bavière. Il est inhumé dans le caveau familial situé dans l'église des frères Mineurs.

## Famille
Antoine-Théodore de Hilaire est le fils de Guillaume de Hilaire, marchand-bourgeois de Liège décédé le 16 mars 1691 et de Marguerite Smolders décédée le 7 novembre 1697 dont la sépulture se voit dans l'église des frères Mineurs, avec l'inscription suivante : 

« En mémoire d'honorable Guillaume Sr. Hilaire, Marchand Bourgeois de Liège, décédé le 16. Mars 1691, & de Damoiselle Marguerite Smolders, ses pere & mere, décedèe le 7. Novembre 1607. 
Honoré Seigneur Antoine Théodore Hilaire, Bourguemaitre de la Cité de Liège, a fait faire la présente l'an 1698. »

Antoine-Théodore épouse Marie Cornelle de Haggerston, fille du baron Henri de Haggerston (en), mort en Angleterre, et de Gertrude Jullinet, liégeoise, inhumée dans la paroisse Saint-Servais. Un de leurs fils Maximilien-Henri de Hilaire, mariée à Clémence Alexandre, fille de Guillaume Alexandre, l'un des Maîtres et Commissaires de la Cité, et de Jeanne Gaugeur, fut également échevin de la Souveraine Justice de Liège.

## Source
- Jean-Guillaume Loyens, Recueil héraldique des bourgmestres de la cité de Liège, Liège, Jean-Philippe Gramme, 1720, 582 p. (OCLC 68183381, lire en ligne), p. 518